# بيبين كركي
بيبين كركي (بالنيبالية: बिपिन कार्की)‏ هو كاتب وممثل نيبالي، ولد في 21 أغسطس 1982 في نيبال.

## وصلات خارجية
- بيبين كركي على موقع IMDb (الإنجليزية)
- بيبين كركي على موقع روتن توميتوز (الإنجليزية)
- بيبين كركي على موقع قاعدة بيانات الأفلام العربية
- بيبين كركي على موقع ميوزك برينز (الإنجليزية)
- بيبين كركي على موقع أول موفي (الإنجليزية)
- بيبين كركي على موقع قاعدة بيانات الفيلم (الإنجليزية)
- بيبين كركي على موقع ليتربوكسد (الإنجليزية)
- بيبين كركي على موقع كينوبويسك (الروسية)